# Tatsuhiko Seta
Tatsuhiko Seta (瀬田龍彦?, Seta Tatsuhiko; Prefettura di Iwate, 15 gennaio 1952) è un ex calciatore giapponese, di ruolo portiere.

## Biografia
È il padre di Tatsuhito e Takahiro, entrambi calciatori.

## Carriera

### Club
Per dieci stagioni ha difeso i pali dell'Hitachi, collezionando 164 presenze in massima serie e vincendo alcuni trofei nazionali, fra cui l'accoppiata campionato-coppa nella stagione 1972. Ritiratosi al termine della stagione 1980, nel 1982 fu reintegrato in squadra come portiere di riserva e vice-allenatore, concludendo definitivamente la carriera di calciatore nel 1986.

### Nazionale
Esordì con la maglia della Nazionale maggiore il 22 maggio 1974 in occasione di un incontro con la nazionale hongkonghese, valido per le qualificazioni ai Mondiali dei 1974. Fino al 1976 collezionò altre 23 presenze, partecipando anche alle qualificazioni alle Olimpiadi di Montréal. Disputò l'ultima partita in Nazionale il 22 marzo 1980, disputando una partita contro la nazionale sudcoreana valevole per la Pestabola Merdeka.

## Statistiche

### Presenze e reti nei club
| Stagione | Squadra        | Campionato | Campionato | Campionato |
| Stagione | Squadra        | Comp       | Pres       | Reti       |
| -------- | -------------- | ---------- | ---------- | ---------- |
| 1970     | Hitachi        | JSL        | 13         | -?         |
| 1971     | Hitachi        | JSL        | 7          | -?         |
| 1972     | Hitachi        | JSL1       | 10         | -?         |
| 1973     | Hitachi        | JSL1       | 18         | -?         |
| 1974     | Hitachi        | JSL1       | 17         | -?         |
| 1975     | Hitachi        | JSL1       | 18         | -?         |
| 1976     | Hitachi        | JSL1       | 15         | -?         |
| 1977     | Hitachi        | JSL1       | 18         | -?         |
| 1978     | Hitachi        | JSL1       | 18         | -?         |
| 1979     | Hitachi        | JSL1       | 18         | -?         |
| 1980     | Hitachi        | JSL1       | 12         | -?         |
| 1981     | inattivo       | inattivo   | inattivo   | inattivo   |
| 1982     | Hitachi        | JSL1       | 0          | 0          |
| 1983     | Hitachi        | JSL1       | 0          | 0          |
| 1984     | Hitachi        | JSL1       | 0          | 0          |
| 1985-86  | Hitachi        | JSL1       | 0          | 0          |
|          | Totale Hitachi |            | 164        | -?         |

### Cronologia presenze e reti in Nazionale
| Cronologia completa delle presenze e delle reti in nazionale ― Giappone | Cronologia completa delle presenze e delle reti in nazionale ― Giappone | Cronologia completa delle presenze e delle reti in nazionale ― Giappone | Cronologia completa delle presenze e delle reti in nazionale ― Giappone | Cronologia completa delle presenze e delle reti in nazionale ― Giappone | Cronologia completa delle presenze e delle reti in nazionale ― Giappone | Cronologia completa delle presenze e delle reti in nazionale ― Giappone | Cronologia completa delle presenze e delle reti in nazionale ― Giappone |
| Data                                                                    | Città                                                                   | In casa                                                                 | Risultato                                                               | Ospiti                                                                  | Competizione                                                            | Reti                                                                    | Note                                                                    |
| ----------------------------------------------------------------------- | ----------------------------------------------------------------------- | ----------------------------------------------------------------------- | ----------------------------------------------------------------------- | ----------------------------------------------------------------------- | ----------------------------------------------------------------------- | ----------------------------------------------------------------------- | ----------------------------------------------------------------------- |
| 22-05-1973                                                              | Seul                                                                    | Giappone                                                                | 0 – 2                                                                   | Hong Kong                                                               | Qual. Mondiali 1974                                                     | -2                                                                      |                                                                         |
| 23-06-1973                                                              | Seul                                                                    | Giappone                                                                | 0 – 1                                                                   | Corea del Sud                                                           | Amichevole                                                              | -2                                                                      | 77’                                                                     |
| 12-02-1974                                                              | Singapore                                                               | Singapore                                                               | 0 – 1                                                                   | Giappone                                                                | Amichevole                                                              | 0                                                                       |                                                                         |
| 20-02-1974                                                              | Hong Kong                                                               | Hong Kong                                                               | 0 – 0                                                                   | Giappone                                                                | Amichevole                                                              | 0                                                                       |                                                                         |
| 07-09-1974                                                              | Teheran                                                                 | Giappone                                                                | 0 – 3                                                                   | Israele                                                                 | Giochi Asiatici                                                         | -3                                                                      |                                                                         |
| 17-06-1975                                                              | Hong Kong                                                               | Giappone                                                                | 0 – 1                                                                   | Corea del Nord                                                          | Qual. Coppa d'Asia 1976                                                 | -1                                                                      |                                                                         |
| 21-06-1975                                                              | Hong Kong                                                               | Singapore                                                               | 1 – 2                                                                   | Giappone                                                                | Qual. Coppa d'Asia 1976                                                 | -1                                                                      |                                                                         |
| 23-06-1975                                                              | Hong Kong                                                               | Cina                                                                    | 2 – 1                                                                   | Giappone                                                                | Qual. Coppa d'Asia 1976                                                 | -2                                                                      |                                                                         |
| 26-06-1975                                                              | Hong Kong                                                               | Hong Kong                                                               | 0 – 1                                                                   | Giappone                                                                | Qual. Coppa d'Asia 1976                                                 | 0                                                                       |                                                                         |
| 30-07-1975                                                              | Kuala Lumpur                                                            | Hong Kong                                                               | 2 – 0                                                                   | Giappone                                                                | Pestabola Merdeka                                                       | -2                                                                      |                                                                         |
| 25-01-1976                                                              | Tokyo                                                                   | Giappone                                                                | 1 – 3                                                                   | Bulgaria                                                                | Torneo Asahi                                                            | -3                                                                      |                                                                         |
| 28-01-1976                                                              | Tokyo                                                                   | Giappone                                                                | 1 – 1                                                                   | Bulgaria                                                                | Torneo Asahi                                                            | -1                                                                      |                                                                         |
| 01-02-1976                                                              | Tokyo                                                                   | Giappone                                                                | 0 – 3                                                                   | Bulgaria                                                                | Torneo Asahi                                                            | -3                                                                      |                                                                         |
| 14-03-1976                                                              | Tokyo                                                                   | Giappone                                                                | 3 – 0                                                                   | Filippine                                                               | Qual. Olimpiadi 1976                                                    | 0                                                                       |                                                                         |
| 17-03-1976                                                              | Tokyo                                                                   | Giappone                                                                | 3 – 0                                                                   | Filippine                                                               | Qual. Olimpiadi 1976                                                    | 0                                                                       |                                                                         |
| 21-03-1976                                                              | Tokyo                                                                   | Giappone                                                                | 0 – 2                                                                   | Corea del Sud                                                           | Qual. Olimpiadi 1976                                                    | -2                                                                      |                                                                         |
| 27-03-1973                                                              | Seul                                                                    | Corea del Sud                                                           | 2 – 2                                                                   | Giappone                                                                | Qual. Olimpiadi 1976                                                    | -2                                                                      |                                                                         |
| 31-03-1976                                                              | Seul                                                                    | Giappone                                                                | 0 – 3                                                                   | Israele                                                                 | Qual. Olimpiadi 1976                                                    | -3                                                                      |                                                                         |
| 11-04-1976                                                              | Tel Aviv                                                                | Israele                                                                 | 4 – 1                                                                   | Giappone                                                                | Qual. Olimpiadi 1976                                                    | -4                                                                      |                                                                         |
| 10-08-1976                                                              | Kuala Lumpur                                                            | Giappone                                                                | 6 – 0                                                                   | Indonesia                                                               | Pestabola Merdeka                                                       | 0                                                                       |                                                                         |
| 13-08-1976                                                              | Kuala Lumpur                                                            | Birmania                                                                | 2 – 2                                                                   | Giappone                                                                | Pestabola Merdeka                                                       | -2                                                                      |                                                                         |
| 16-08-1976                                                              | Kuala Lumpur                                                            | Thailandia                                                              | 2 – 2                                                                   | Giappone                                                                | Pestabola Merdeka                                                       | -2                                                                      |                                                                         |
| 18-08-1976                                                              | Kuala Lumpur                                                            | Corea del Sud                                                           | 0 – 0                                                                   | Giappone                                                                | Pestabola Merdeka                                                       | 0                                                                       |                                                                         |
| 04-12-1976                                                              | Tokyo                                                                   | Giappone                                                                | 1 – 2                                                                   | Corea del Sud                                                           | Amichevole                                                              | -2                                                                      |                                                                         |
| 22-03-1980                                                              | Kuala Lumpur                                                            | Corea del Sud                                                           | 1 – 3                                                                   | Giappone                                                                | Pestabola Merdeka                                                       | -3                                                                      |                                                                         |
| Totale                                                                  |                                                                         | Presenze                                                                | 25                                                                      |                                                                         | Reti                                                                    | -38                                                                     |                                                                         |

## Palmarès

### Club
- Japan Soccer League: 1

1972
- Japan Soccer League Cup: 1

1976
- Coppa dell'Imperatore: 1

1972, 1975

### Individuale
- Incluso nella Best XI della Japan Soccer League: 2 volte[4][5]